# Univerzální hnědý pták
Univerzální hnědý pták (UHP), anglicky Little brown bird (LBB), je hovorový výraz používaný ornitology a birdwatchery pro označení malých pěvců nenápadného zbarvení, které je od sebe proto složité rozlišit. Týká se především samic pohlavně dimorfních druhů, které postrádají nápadné zbarvení samců.